# Сальчито

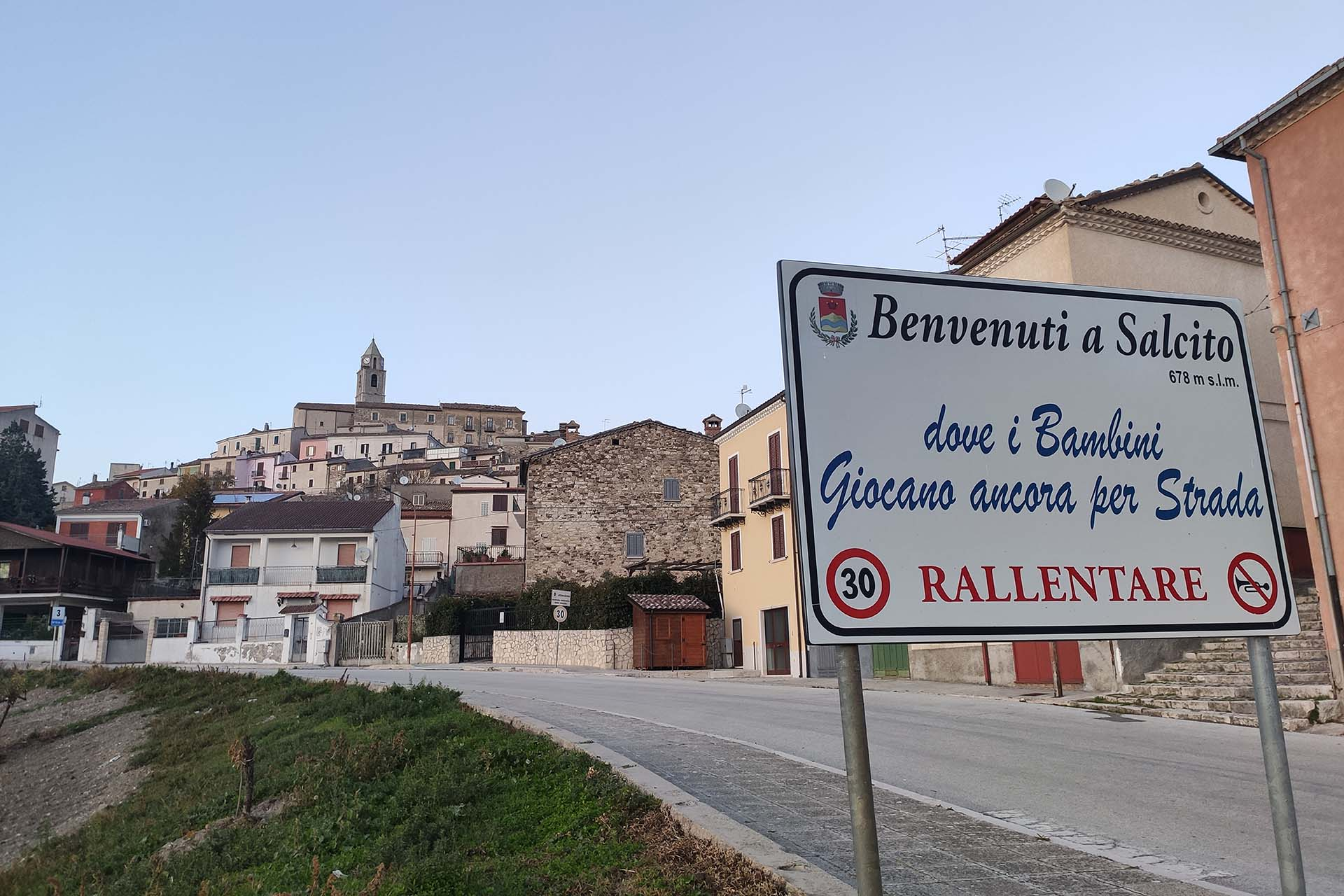
Сальчито

Сальчито (итал. Salcito) —  коммуна в Италии, располагается в регионе Молизе, в провинции Кампобассо.
Население составляет 619 человек (2008 г.), плотность населения составляет 22 чел./км². Занимает площадь 28 км². Почтовый индекс — 86026. Телефонный код — 0874.
Покровителем коммуны почитается святитель Василий Великий, празднование 14 июня.

## Демография
Динамика населения:

## Администрация коммуны
- Официальный сайт: